# Академия труда и социальных отношений
Акаде́мия труда́ и социа́льных отноше́ний (АТиСО, до 1990 года — Высшая школа профсоюзного движения ВЦСПС им. Н. М. Шверника) — высшее учебное заведение в Москве. Основана в 1919 году. Полное название — Образовательное учреждение профсоюзов высшего образования «Академия труда и социальных отношений». Имеет 12 филиалов. Учредителем Академии является преемник ВЦСПС — Федерация независимых профсоюзов России (ФНПР).

## История

### Высшая школа профсоюзного движения
Учебное заведение основано в апреле 1919 года по решению II Всероссийского съезда профсоюзов как Инструкторская школа ВЦСПС.
В 1920 году Инструкторская школа преобразована в Высшую школу профсоюзного движения (ВШПД) ВЦСПС, которая в 1940 году получила статус высшего учебного заведения для подготовки квалифицированных профсоюзных работников.
В 1950 году школе предоставлено право открыть очную и заочную аспирантуру по истории профсоюзного движения в СССР и за рубежом, политической экономии и экономике труда и принимать к защите кандидатские диссертации.
При школе существовали курсы повышения квалификации профсоюзных работников и курсы для профсоюзных активистов стран Азии, Африки и Латинской Америки.
В 1969 году Указом Президиума Верховного Совета СССР школа награждена орденом Трудового Красного Знамени в связи с 50-летием со дня основания.

### Академия труда и социальных отношений
В 1990 году Постановлением Совета Министров СССР ВШПД преобразована в Академию труда и социальных отношений (АТиСО).
В 1999 году коллективу Академии объявлена благодарность Президента Российской Федерации, а большая группа её преподавателей и сотрудников отмечена государственными наградами.
В 2009 году между ректоратом Академии и её учредителем ФНПР произошёл конфликт. Федерация независимых профсоюзов России уволила без объяснения причин ректора Академии Алексея Шулуса, назначив исполняющим обязанности ректора В. Малышева, который не имел учёной степени, но являлся сыном заместителя председателя ФНПР Т. Фроловой.

## Факультеты
В головной организации Академии (на январь 2019 года) четыре факультета:
- Экономический;
- Юридический;
- Социально-гуманитарный;
- Среднего профессионального образования.

## Численность студентов и аспирантов
По состоянию на 2014 год численность студентов, обучающихся по программам высшего обучения, составляла 16815 человек, в том числе:
- В головной структуре — 2739 человек (в том числе 1568 заочников);
- В филиалах — 14076 человек (в том числе 12056 заочников).

Почти все студенты обучались платно — только в головной организации на 2014 год было 220 студентов-бюджетников.
В Академии на 2014 год также было 407 обучающихся по программам среднего профессионального образования (все очной формы), из которых 252 человека учились в головной организации.
В Академии (на 2014 год) было 146 аспирантов (все в Москве).

## Филиалы
У Академии (на январь 2019 года) 12 филиалов:
- Алтайский институт труда и права (филиал);
- Башкирский институт социальных технологий (филиал);
- Дагестанский гуманитарный институт;
- Казанский филиал;
- Кубанский институт социоэкономики и права;
- Красноярский филиал;
- Курганский филиал;
- Оренбургский филиал;
- Институт экономики и права;
- Уральский социально-экономический институт;
- Якутский экономико-правовой институт;
- Ярославский филиал.